# Nintendo World Cup
Nintendo World Cup (熱血高校ドッジボール部 サッカー編) utkom 1990 och är ett fotbollsspel till NES, senare även porterat till bland annat Game Boy.
I spelet finns det 13 nationella lag (i alfabetisk ordning: Argentina, Brasilien, England, Frankrike, Italien, Japan, Kamerun, Mexiko, Nederländerna, Ryssland, Spanien, Tyskland och USA) som alla försöker vinna World Cup. Innan varje match måste spelaren välja lag och placera ut fotbollsspelarna på fotbollsplanen. På plan från man ha en målvakt, två backar, en kapten (styrs av spelaren) och två anfallare.
Det finns fyra olika typer av underlag:
- Gräs: Den bästa typen av underlag.
- Sten: Om en spelare ramlar så tar det ett par sekunder innan spelaren återhämtar sig och kan ställa sig upp igen.
- Sand: Spelarna springer mycket långsammare i sanden.
- Is: På detta underlag är farligt att glida.

Det finns flera olika sätt att göra mål. Det går exempelvis att använda sig av en sorts cykelspark som är omöjlig att stoppa. Efter varje vunnen match får spelaren ett lösenord. Spelaren vinner om det blir lika eller om denne besegrar det andra laget.

## Spelaren
- Argentina: Arturo, Diego, Fan, Hector, Jose, Jules, Nery, Oscar
- Brasilien: Alam, Bruno, Costa, Ellio, Janio, Joao, Silva, Thao
- England: Ardrew, Arthur, George, Henry, Jomes, Keith, Paul, Peter
- Frankrike: Andre, Jan, Joel, Leon, Manuel, Michel, Pierru, Rone
- Italien: Aldo, Andrea, Emilio, Enrico, Enzo, Giulio, Mauro, Petro
- Japan: Genei, Kenji, Koji, Kunio, Makoto, Masao, Riki, Susumu
- Kamerun: Akbar, Axson, Bwogi, Dabi, Kwame, Mwai, Taha, Yemi
- Mexiko: Addfo, Chico, Jolio, Luis, Mavo, Miko, Niro, Rene
- Nederländerna: Jelle, Johan, Louis, Niels, Piet, Stefar, Victor, Willem
- Ryssland: Boris, Illia, Lvan, Pavel, Pyotr, Vagis, Volf, Yakov
- Spanien: Carlos, Frnco, Juan, Juan, Marco, Pablo, Toni, Tonto
- Tyskland: Andi, Friesl, Hans, Jurgen, Lothar, Olaf, Rudi, Thomas
- USA: Brian, Chris, Dayv, Don, Fred, Mark, Phil, Tony